# Medaillenspiegel der Olympischen Sommerspiele 1976
Diese Tabelle zeigt den Medaillenspiegel der Olympischen Sommerspiele 1976 in Montreal. Die Platzierungen sind nach der Anzahl der gewonnenen Goldmedaillen sortiert, gefolgt von der Anzahl der Silber- und Bronzemedaillen. Weisen zwei oder mehr Länder eine identische Medaillenbilanz auf, werden sie alphabetisch geordnet auf dem gleichen Rang geführt. Dies entspricht dem System, das vom Internationalen Olympischen Komitee (IOC) verwendet wird.
41 der 92 teilnehmenden Nationen gewannen in einem der 198 ausgetragenen Wettbewerbe mindestens eine Medaille. Von diesen gewannen 26 mindestens eine Goldmedaille. Bermuda und Thailand gewannen erstmals überhaupt eine olympische Medaille.

## Medaillenspiegel
| Platz | Mannschaft                | Gold | Silber | Bronze | Gesamt |
| ----- | ------------------------- | ---- | ------ | ------ | ------ |
| 01    | Sowjetunion (URS)         | 49   | 41     | 35     | 125    |
| 02    | DDR (GDR)                 | 40   | 25     | 25     | 90     |
| 03    | Vereinigte Staaten (USA)  | 34   | 35     | 25     | 94     |
| 04    | BR Deutschland (FRG)      | 10   | 12     | 17     | 39     |
| 05    | Japan (JPN)               | 9    | 6      | 10     | 25     |
| 06    | Polen (POL)               | 7    | 6      | 13     | 26     |
| 07    | Bulgarien (BUL)           | 6    | 9      | 7      | 22     |
| 08    | Kuba (CUB)                | 6    | 4      | 3      | 13     |
| 09    | Rumänien (ROU)            | 4    | 9      | 14     | 27     |
| 10    | Ungarn (HUN)              | 4    | 5      | 13     | 22     |
| 11    | Finnland (FIN)            | 4    | 2      | —      | 6      |
| 12    | Schweden (SWE)            | 4    | 1      | —      | 5      |
| 13    | Großbritannien (GBR)      | 3    | 5      | 5      | 13     |
| 14    | Italien (ITA)             | 2    | 7      | 4      | 13     |
| 15    | Frankreich (FRA)          | 2    | 3      | 4      | 9      |
| 16    | Jugoslawien (YUG)         | 2    | 3      | 3      | 8      |
| 17    | Tschechoslowakei (TCH)    | 2    | 2      | 4      | 8      |
| 18    | Neuseeland (NZL)          | 2    | 1      | 1      | 4      |
| 19    | Südkorea (KOR)            | 1    | 1      | 4      | 6      |
| 20    | Schweiz (SUI)             | 1    | 1      | 2      | 4      |
| 21    | Norwegen (NOR)            | 1    | 1      | —      | 2      |
| 0     | Nordkorea (PRK)           | 1    | 1      | —      | 2      |
| 0     | Jamaika (JAM)             | 1    | 1      | —      | 2      |
| 24    | Dänemark (DEN)            | 1    | —      | 2      | 3      |
| 25    | Mexiko (MEX)              | 1    | —      | 1      | 2      |
| 26    | Trinidad und Tobago (TTO) | 1    | —      | —      | 1      |
| 27    | Kanada (CAN)              | —    | 5      | 6      | 11     |
| 28    | Belgien (BEL)             | —    | 3      | 3      | 6      |
| 29    | Niederlande (NED)         | —    | 2      | 3      | 5      |
| 30    | Spanien (ESP)             | —    | 2      | —      | 2      |
| 0     | Portugal (POR)            | —    | 2      | —      | 2      |
| 32    | Australien (AUS)          | —    | 1      | 4      | 5      |
| 33    | Iran (IRI)                | —    | 1      | 1      | 2      |
| 34    | Mongolei (MGL)            | —    | 1      | —      | 1      |
| 0     | Venezuela (VEN)           | —    | 1      | —      | 1      |
| 36    | Brasilien (BRA)           | —    | —      | 2      | 2      |
| 37    | Bermuda (BER)             | —    | —      | 1      | 1      |
| 0     | Österreich (AUT)          | —    | —      | 1      | 1      |
| 0     | Pakistan (PAK)            | —    | —      | 1      | 1      |
| 0     | Puerto Rico (PUR)         | —    | —      | 1      | 1      |
| 0     | Thailand (THA)            | —    | —      | 1      | 1      |
|       | Gesamt                    | 198  | 199    | 216    | 613    |